# Агатонас Яковидис
Агатонас Яковидис (на гръцки: Αγάθωνας Ιακωβίδης) е гръцки фолк изпълнител, който се изявява в популярния стил ребетико.

## Биография
Роден е в 1955 година в семейство на бежанци от Мала Азия, настанени в село Евангелисмос (Караджа), дем Бешичко езеро, област Централна Македония, Гърция. Яковидис е самоук музикант. От малък започва да свири на практически всички видове гръцки струнни инструменти: китара, баглама, бузуки, цура и други.
Агатонас започва да се занимава професионално с музика от 1973 година, когато са първите му участия в Солун. През 1977 година излиза първият му албум с група „Ребетико Сигротима Тесалоникис“. Тогава дебютира и за първи път в други градове на страната. През 1981 година се мести в Атина, където започва да си сътрудничи с много от известните столични музиканти. Шест години по-късно обаче решава да се върне в Солун, където живее и до днес със семейството си. Изнасял е концерти в много страни от Европа, както и в САЩ.
Името на Яковидис е свързано най-вече със стила ребетико, което се дължи на произхода му. Агатонас обаче изпълнява и традиционно гръцко народно творчество. През цялата си кариера той не изменя на стила си и отказва участие в други жанрове. Едва през 2013 година гръцката пънк рок група „Коза мостра“ успява да го убеди да се включи в техен проект, с който съвместно участват на вътрешните финали за Евровизия 2013. С песента „Alcohol Is Free“ (Алкохолът е безплатен) Яковидис и „Коза мостра“ печелят правото да участват на „Евровизия“ през 2013 година. Яковидис отново свири на баглама и пее основната част. Макар и да започва в познатия стил ребетико, песента бързо преминава в пънк ритъм.
Яковидис умира в Солун на 5 август 2020 година.

## Дискография
| Година | Албум                                                   | Превод                                  |
| ------ | ------------------------------------------------------- | --------------------------------------- |
| 1977   | Ρεμπέτικο Συγκρότημα Θεσσαλονίκης                       | „Ребетико сигротима Тесалоникис“        |
| 1983   | Ρεμπέτικο Συγκρότημα Θεσσαλονίκης Νο 2                  | „Ребетико сигротима Тесалоникис“ №2     |
| 1985   | Κάθε βραδάκι μια φωτιά                                  | Всяка вечер пожар                       |
| 1989   | Με στόχο την καρδούλα σου                               | За твоето сърце                         |
| 1994   | Τα μπελεντέρια: σπάνια ρεμπέτικα σε νέα ηχογράφηση      | Стари ребетико мелодии в нов аранжимент |
| 1996   | Του τεκέ και της ταβέρνας                               |                                         |
| 1998   | Αγάθωνας: την είδα απόψε λαϊκά / συμμετέχει η Γλυκερία  |                                         |
| 1999   | Ρεμπέτικα ντουέτα: Γκολές-Αγάθωνας, 18 σπάνια ρεμπέτικα | Ребетико дуети, 18 редки изпълнения     |
| 2000   | Κώστας Σκαρβέλης: από την Πόλη στον Πειραιά             |                                         |
| 2001   | Τα ρεμπέτικα της εργατιάς: Αγάθωνας- Γκολές             |                                         |
| 2002   | Δημώδη Άσματα                                           | Народни песни                           |